# Cartore
Cartòre è un piccolo borgo posto nel territorio di Sant'Anatolia, frazione di Borgorose (RI), nel Lazio.

## Geografia fisica

### Territorio
Il borgo, situato nell'area protetta della riserva regionale Montagne della Duchessa a ridosso dei monti della Duchessa, è adagiato lungo l'omonima convalle a circa 944 m s.l.m. A nord-nord est è circondato dalle vette dei monti Morrone (2141 m s.l.m.), Cima Zis (2130 m s.l.m.), Murolungo (2184 m s.l.m.) e Iaccio dei Montoni (2083 m s.l.m.). A sud Colle Il Cerro (1049 m s.l.m.) lo separa dal paese di Sant'Anatolia. A sud est la bocca di Teve segna il confine della regione Lazio (Salto-Cicolano) con l'Abruzzo e il massiccio montuoso del Velino (Marsica).

## Origini del nome
Sull'origine del poleonimo Cartòre non ci sono certezze, tuttavia, secondo alcuni studiosi che collocano la città antica di Thora nei pressi del contemporaneo territorio di Sant'Anatolia, il nome del borgo deriverebbe da Castrum Thorae. Secondo un'altra supposizione deriverebbe invece da Castoris (Dioscuri), a cui sarebbe dedicato un santuario preromano.
Nei documenti storici ed ecclesiastici il luogo appare citato anche come "Cartoro", "Cartora" o "villa Cartoris".

## Storia

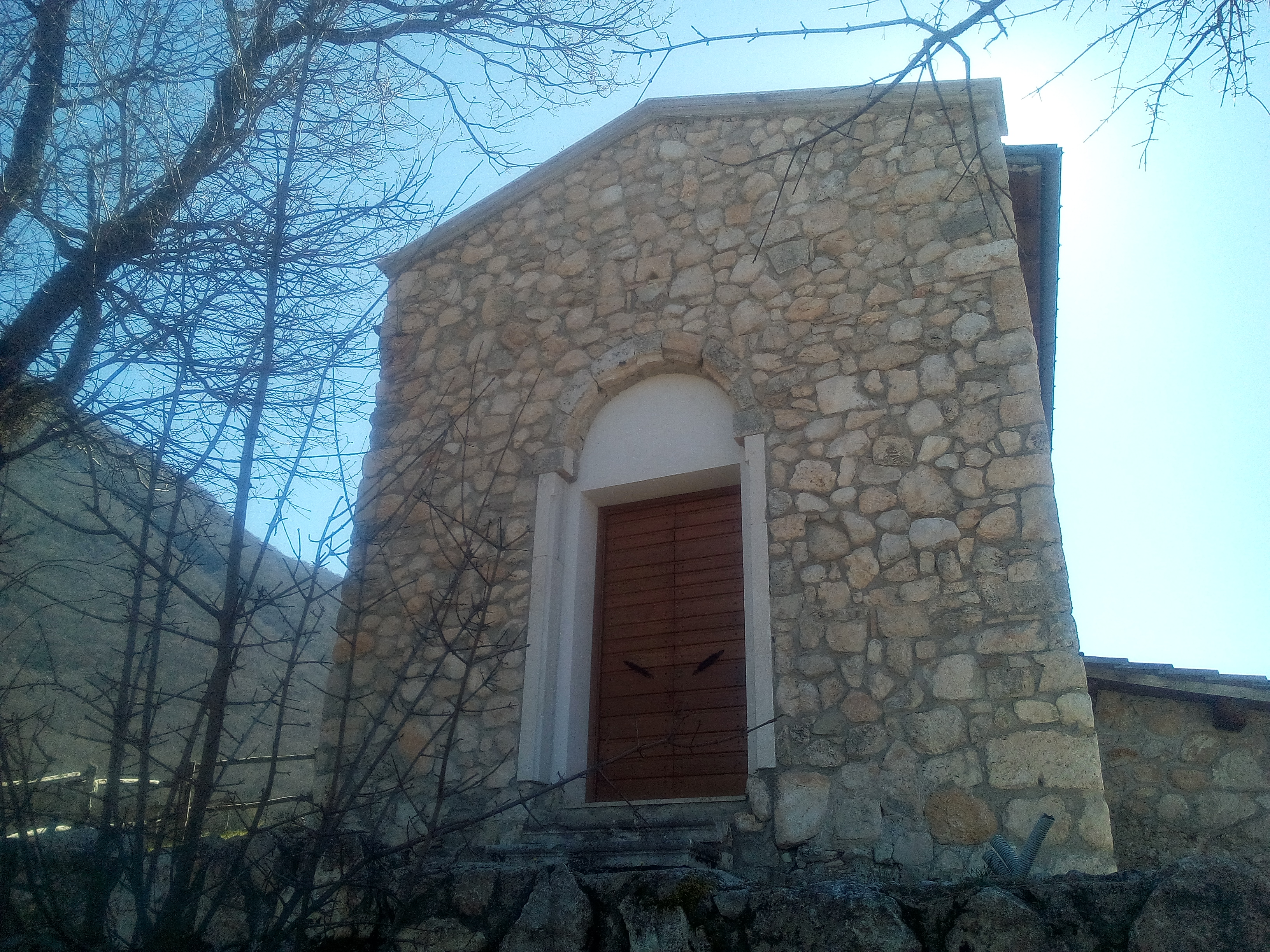
La chiesa di San Lorenzo

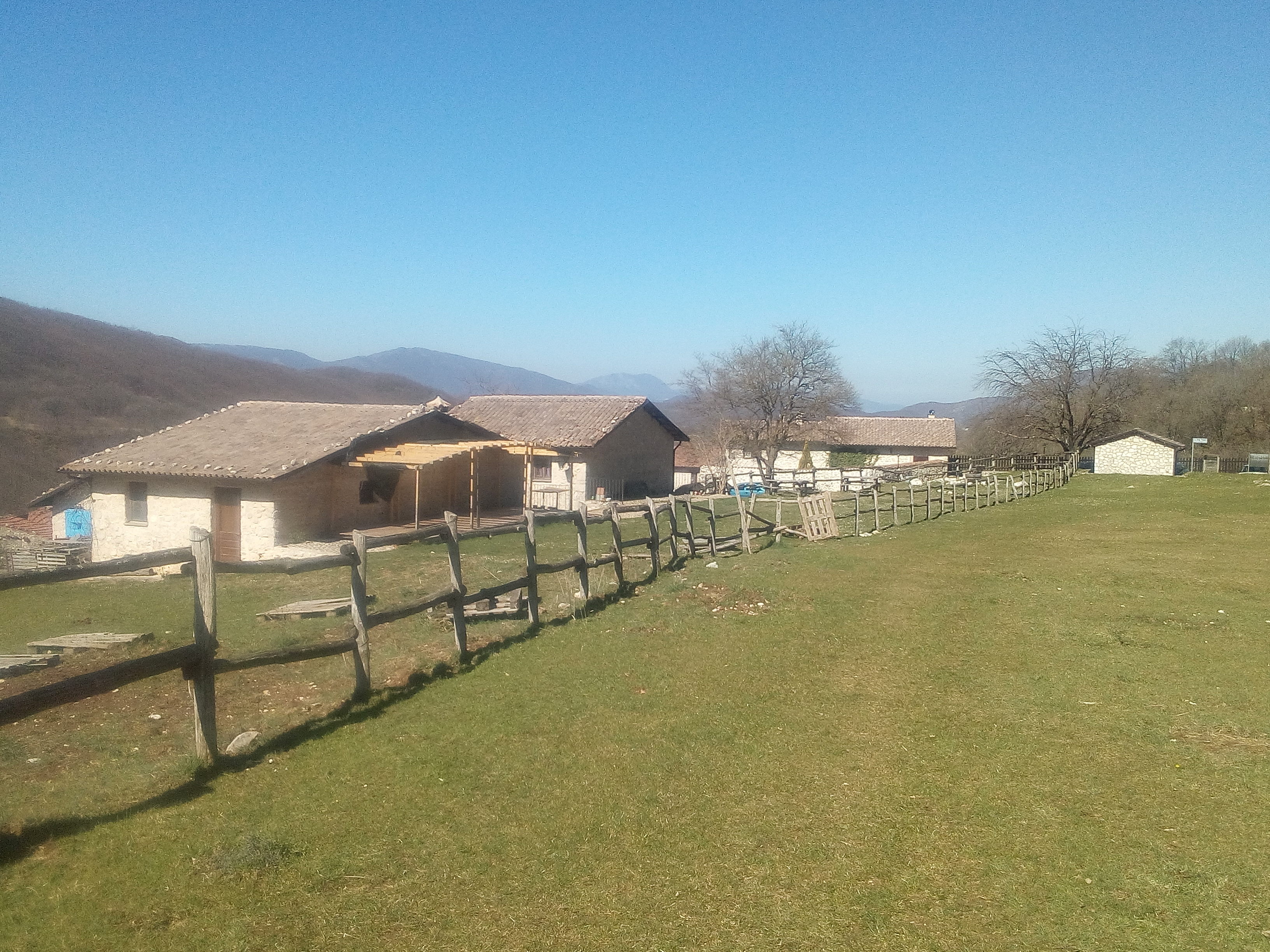
Veduta di Cartòre

Il territorio di Cartòre era anticamente situato lungo l'originaria via Cicolana ("via Equicolana"), una strada parallela per lunghi tratti al corso del fiume Salto che collegava la città sabina di Reate ai territori equi e marsi di Alba Fucens e del lago Fucino. Le città del municipium aequiculanorum di epoca romana più vicine erano Thora, che secondo alcuni studiosi sarebbe identificabile con la contemporanea Sant'Anatolia, e Nersae, situata nei pressi di Civitella di Nesce nel comune di Pescorocchiano. 
L'antico tratturo di congiunzione attraversava la convalle di Cartòre e all'altezza della bocca di Teve consentiva di raggiungere Rosciolo e Santa Maria in Valle oppure in altra direzione il territorio albense e a seguire Celano, da dove si diramava il lungo itinerario della transumanza verso il Tavoliere.
Il borgo si formò in epoca imprecisata intorno alla pieve di San Lorenzo in Cartòre, la quale risulta citata per la prima volta nella bolla pontificia del 1153 di Papa Anastasio IV. Dal documento appare che, fin dalle origini, la chiesa fu inclusa nella diocesi di Rieti, pur trovandosi ai confini con la diocesi marsicana. Nel territorio si trovavano anche altri luoghi di culto come la Grotta del Santo Sepolcro e, in val di Fua a circa 1400 m s.l.m., il monastero benedettino di San Leonardo in Cartòre (o "San Leonardo in Teva") oltre alle chiesuole intitolate a San Nicola, a San Sebastiano e a San Costanzo (quest'ultima chiesa si trovava nella pianura sottostante la grotta del Santo Sepolcro e quando è definitivamente scomparsa ha dato il nome alla grotta che ha acquisito il nome di grotta o eremo di San Costanzo).
Intorno al 1268, in seguito all'esito della battaglia di Tagliacozzo, l'esercito vincitore di Carlo I d'Angiò probabilmente depredò per ritorsione il borgo rurale di Cartòre avendo i propri abitanti offerto supporto logistico agli svevi di Corradino. 
Il borgo controllato dall'incastellamento di Carcerem in Marsi risultò incluso nella contea di Albe, quale villa dell'universitas di Sant'Anatolia. Fu uno dei possedimenti feudali prima degli Orsini, poi dei Colonna, a seguire dei Valignani (o Valignano), infine di nuovo dei Colonna fino all'eversione feudale dei primi anni del XIX secolo. Il territorio fece quindi parte del circondario di Borgo Collefegato, suddivisione del distretto di Cittaducale, collocato nell'Abruzzo Ulteriore Secondo. 
Dopo l'Unità d'Italia proclamata nel 1861, il territorio fu al centro del brigantaggio postunitario. Berardino Viola, insieme ad altri briganti del Cicolano, della Marsica e del territorio aquilano, fondò nel 1862 la cosiddetta "banda di Cartòre" con base nella fitta boscaglia. Furti, minacce e delitti si susseguirono per un lungo periodo in molti centri limitrofi e in val de' Varri e piana del Cavaliere, nonostante le pesanti condanne inflitte dal tribunale militare e le fucilazioni avvenute. All'arresto di Viola seguì la presa di Roma che nel 1870 decretò la fine dello Stato Pontificio e anche del brigantaggio, furono così catturati gli altri membri della banda oramai quasi del tutto privi di ogni forma di protezione. Nel Novecento i due terremoti del 1904 e del 1915 causarono gravi danni e numerose vittime in tutto il territorio. Con l'istituzione nel 1927 della provincia di Rieti, il comune di Borgorose passò dalla Regione Abruzzo alla Regione Lazio. L'inarrestabile spopolamento causato dall'emigrazione degli abitanti, soprattutto verso le città più grandi dell'Italia centrale, ha portato all'abbandono pressoché totale del borgo.
La Comunità montana Salto Cicolano e l'ente gestore della Riserva regionale Montagne della Duchessa hanno sviluppato a cominciare dagli anni novanta politiche ambientali più incisive, favorendo lo sviluppo turistico, ed hanno agevolato il recupero architettonico dei casali di Cartòre.

## Monumenti e luoghi d'interesse

### Architetture religiose
Chiesa di San LorenzoPrincipale chiesa del territorio, è stata un'importante pieve medievale. Gravemente danneggiata dal terremoto della Marsica del 1915 fu successivamente restaurata. La torre campanaria, probabilmente utilizzata nel Medioevo anche come torre di avvistamento, è stata ristrutturata dopo il 1990.
- Ruderi del monastero benedettino di San Leonardo in val di Fua[2].
- Resti dell'eremo di San Costanzo (anticamente Santo Sepolcro), nell'omonima grotta[2].

### Siti archeologici
Sono diverse le aree di interesse archeologico dove si trovano le tracce e i ruderi di due ville romane, una di epoca repubblicana, l'altra risalente al periodo imperiale, di una necropoli e di edifici sacri collocati nella località di bocca di Teve.

### Aree naturali

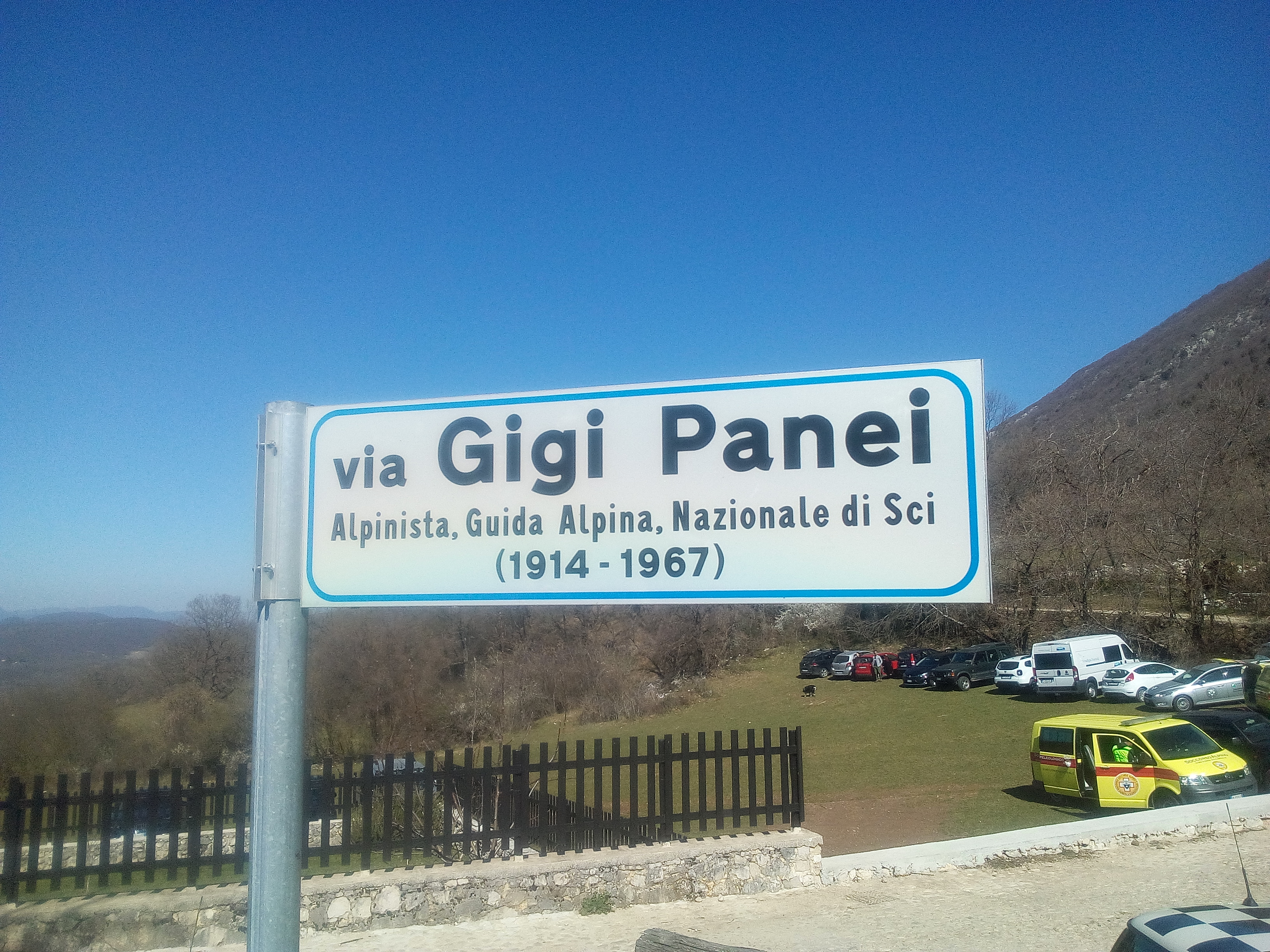
Strada di accesso al borgo intitolata a Gigi Panei

- Bosco di Cartòre, incluso tra i siti di interesse comunitario del Lazio.
- Grotta di San Costanzo.
- Grotta di Sant'Anatolia.
- Montagne della Duchessa.
- Lago della Duchessa.
- Rifugi Gigi Panei (1670 m s.l.m.) e Fonte Le Vene (1739 m s.l.m.)[1].
- Valle di Cartòre, val di Fua e prati di San Leonardo.
- Valle di Teve[12].
- Riserva regionale Montagne della Duchessa.
- Cammino dei Briganti[11].

## Infrastrutture e trasporti

### Strade
La strada intitolata nel 2017 a Gigi Panei collega Cartòre alla strada statale 578 Salto Cicolana, arteria stradale che permette di raggiungere Rieti, nel Lazio, ed Avezzano, in Abruzzo.